# 尼普利茨河
52°16′31.6″N 13°9′31.8″E / 52.275444°N 13.158833°E

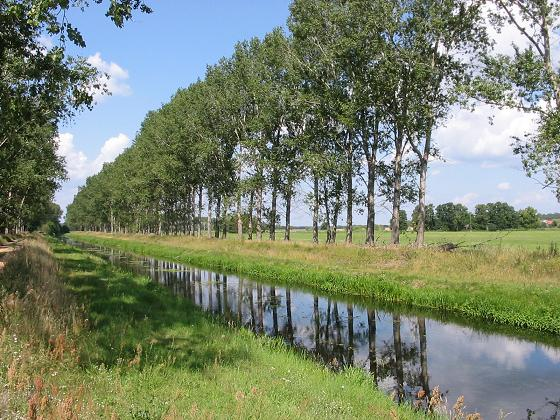
尼普利茨河

尼普利茨河（德語：Nieplitz），是德國的河流，位於該國東北部，由勃蘭登堡州負責管轄，屬於努特河的左支流，流經特羅伊恩布里岑和貝利茨，河道全長49.7公里。